# 佐藤有記
佐藤 有記（さとう ゆうき、1977年1月13日- ）は、日本の脚本家である。

## 経歴
1977年1月13日、神奈川県に生まれる。映画美学校第3期フィクション・コース高等科修了。
2004年、『ユダ』で脚本家デビュー。2010年、『ヘヴンズ ストーリー』の脚本で第65回毎日映画コンクール脚本賞を受賞する。同作は、第61回ベルリン映画祭で国際批評家連盟賞、NETPAC賞（最優秀アジア映画賞）を受賞した。

## フィルモグラフィー

### 脚本
- 映画番長シリーズ 第2弾エロス番長「ユダ」（2004、ユーロスペース、監督・共同脚本：瀬々敬久）
- 肌の隙間(2005、アルゴピクチャーズ、監督：瀬々敬久)
- 孕み〜白い恐怖（2005、ステップ・バイ・ステップ、監督：田尻裕司）
- コンナオトナノオンナノコ（2007、アムモ、監督・共同脚本：冨永昌敬）
- 桃まつり presents 真夜中の宴「emerger」（2007、桃まつり） - 兼監督[5]
- 泪壺（2008、アートポート、監督： 瀬々敬久）
- トルソ（2010、トランスフォーマー、監督・共同脚本：山崎裕）
- ヘヴンズ ストーリー（2010、ムヴィオラ、監督：瀬々敬久）
- 愛するとき、愛されるとき（2010、アルゴ・ピクチャーズ、監督・共同脚本：瀬々敬久）
- 君へのメロディー（2010、ビデオプランニング、監督：横井健司）

### その他
- APE（2000、映画美学校、監督：槌屋詩野） - 制作・スクリプター[6]
- 蘇州の猫（2001、映画美学校、監督：内田雅章） - 撮影[7]
- 桃まつり presents 真夜中の宴「功夫哀歌／カンフーエレジー」（2007、桃まつり、監督：吉田良子） - 撮影[8]